# Pla d'Adet
Pla d'Adet è una stazione sciistica dei Pirenei francesi, nel dipartimento degli Hautes-Pyrénées e nella regione Midi-Pyrénées. La stazione si trova sopra il villaggio di Saint-Lary-Soulan, a un'altitudine di 1.680 metri. La salita che porta alla stazione sciistica è spesso utilizzata come arrivo di tappa nella corsa ciclistica Tour de France.

## Ciclismo
La salita alla stazione sciistica inizia a Vignec, alla periferia di Saint-Lary-Soulan. Da qui, la salita è lunga 10,7 km, con un dislivello pari a 861 m e una pendenza media dell'8%, con diversi tratti all'inizio della salita che superano il 12%.
Il traguardo della salita, come utilizzato nel Tour de France, è a 1.680 m, anche se nel 2005 era a 1.669 m. È stato arrivo di tappa in undici occasioni: la prima nel 1974, l'ultima nel 2024.
| Anno | Tappa | Partenza della tappa | Lunghezza tappa (km) | Categoria salita | Vincitore tappa  | Maglia gialla   |
| ---- | ----- | -------------------- | -------------------- | ---------------- | ---------------- | --------------- |
| 1974 | 16    | La Seu d'Urgell      | 206                  | 1                | Raymond Poulidor | Eddy Merckx     |
| 1975 | 11    | Pau                  | 160                  | 1                | Joop Zoetemelk   | Eddy Merckx     |
| 1976 | 14    | Saint-Gaudens        | 139                  | 1                | Lucien Van Impe  | Lucien Van Impe |
| 1978 | 11    | Pau                  | 161                  | 1                | Mariano Martínez | Joseph Bruyère  |
| 1981 | 6     | Saint-Gaudens        | 117                  | HC               | Lucien Van Impe  | Phil Anderson   |
| 1982 | 13    | Pau                  | 122                  | HC               | Beat Breu        | Bernard Hinault |
| 1993 | 16    | Andorra              | 230                  | 1                | Zenon Jaskuła    | Miguel Indurain |
| 2001 | 13    | Foix                 | 194                  | HC               | Lance Armstrong  | Lance Armstrong |
| 2005 | 15    | Lézat-sur-Lèze       | 205                  | HC               | George Hincapie  | Lance Armstrong |
| 2014 | 17    | Saint-Gaudens        | 124,5                | HC               | Rafał Majka      | Vincenzo Nibali |
| 2024 | 14    | Pau                  | 151,9                | HC               | Tadej Pogačar    | Tadej Pogačar   |